# Marcelo Rebelo de Sousa
Marcelo Nuno Duarte Rebelo de Sousa (phát âm tiếng Bồ Đào Nha: [mɐɾˈsɛlu ˈnunu ˈdwaɾtɨ ʁɨˈbelu dɨ ˈsozɐ]), (sinh ngày 12 tháng 12 năm 1948) là chính trị gia người Bồ Đào Nha và là đương kim Tổng thống Bồ Đào Nha từ ngày 9 tháng 3 năm 2016. Trước đó ông là Bộ trưởng của Chính phủ và Nghị viên Quốc hội, giáo sư ngành luật, nhà báo, Nhà phân tích chính trị và học giả.